# سازش (فیلم ۱۳۵۳)
سازش فیلمی کمدی به کارگردانی و نویسندگی محمد متوسلانی در سال ۱۳۵۳ در سینماهای کشور به نمایش درآمد.

## خلاصه فیلم
جواد جوان آس و پاسی است که به دختری بنام بتول علاقمند است و مادرش بیمار است جواد برای هزینه بیماری مادر بتول قصد دزدی از خانه زنی بنام زیبا را دارد. در آنجا متوجه رابطه این و آقایی بنام خلایق می‌شود که رئیس انجمن محل است، جواد تصمیم می‌گیرد به‌جای دزدی از خلایق اخاذی کند. روز بعد جواد به خانه خلایق می‌رود و در خواستش را مطرح می‌کند. خلایق که از همسرش حساب زیادی می‌برد مجبور به دادن باج می‌شود. عاقبت جواد رئیس انجمن می‌شود و نامزد خود بتول را از یاد می‌برد.

## نکات فیلم
در ابتدا قرار بود نقش بتول را آرام بازی کند، ولی این نقش سرانجام توسط نوش‌آفرین اجرا شد.

## بازیگران
- بهروز وثوقی
- نوری کسرایی
- مهین شهابی
- نوش‌آفرین
- آرمان
- مجید مظفری
- مهران صدری
- راحله
- مهدوی فر